# 石炭獸
石炭獸（Anthracotherium）是已滅絕的偶蹄目哺乳動物，特徵是共有44顆牙齒，每顆上臼齒都有五個半新月形的齒冠。石炭獸分佈在漸新世的歐洲、亞洲及北美洲，於中新世中期至晚期消失，可能是因氣候的轉變及與其他偶蹄目（如豬及河馬）的競爭所致。石炭獸的很多地方，尤其是下頜骨，與河馬很接近，有可能是牠們的祖先形態。根據石炭獸科與河馬的研究顯示，牠們可能與鯨魚的祖先有關。
石炭獸的命名是因牠們的化石遺骸最先在歐洲第三紀的褐煤床發現。
在歐洲發現的A. magnum大小可能如河馬般，但另有幾個細小的物種在埃及、印度及北美洲被發現。

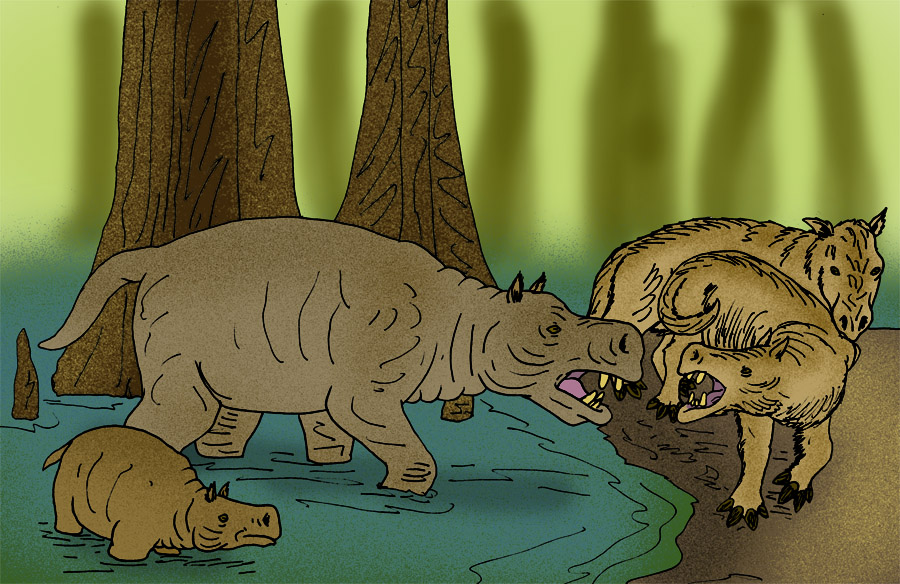
石炭獸及Elomeryx
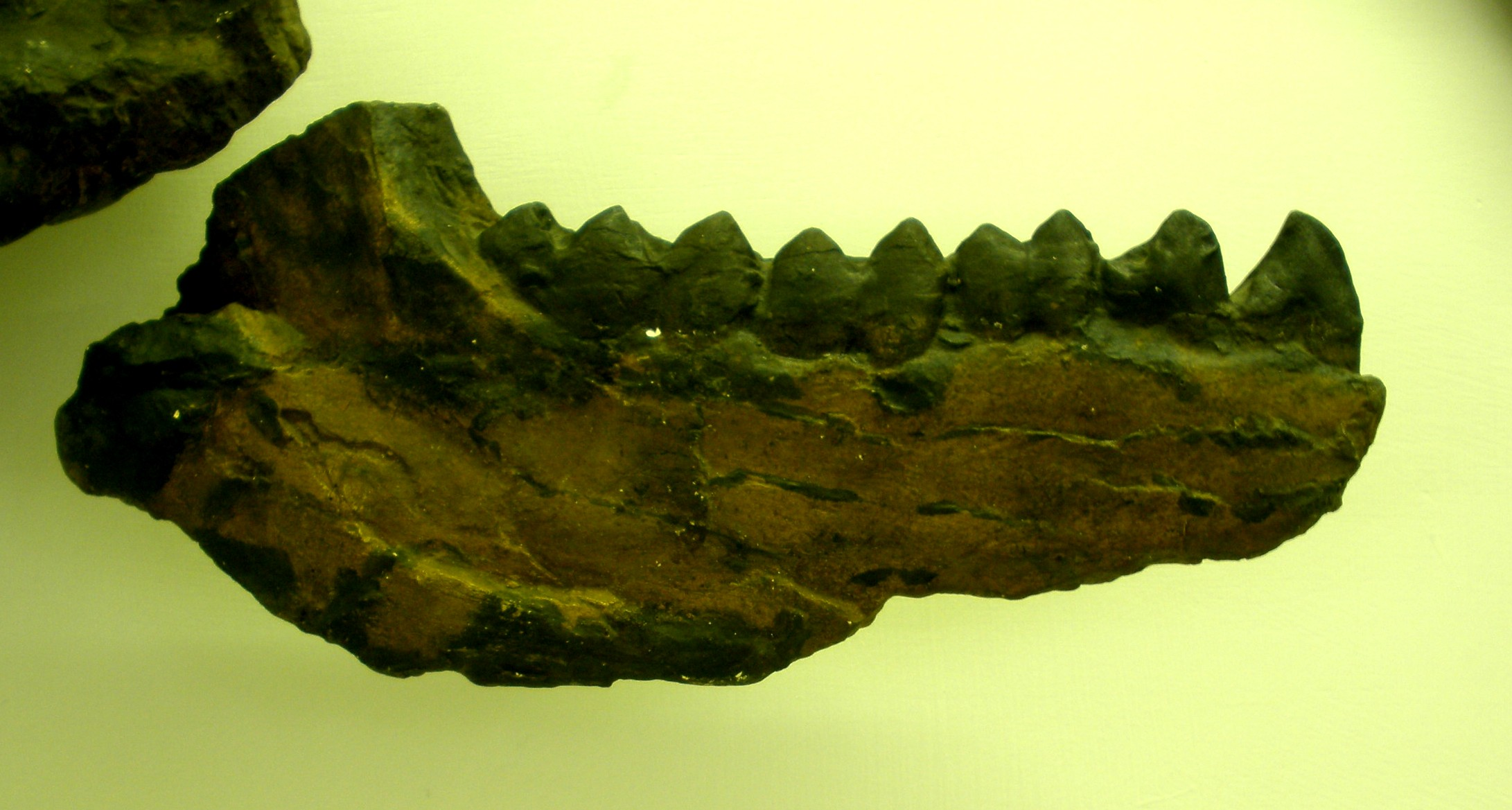
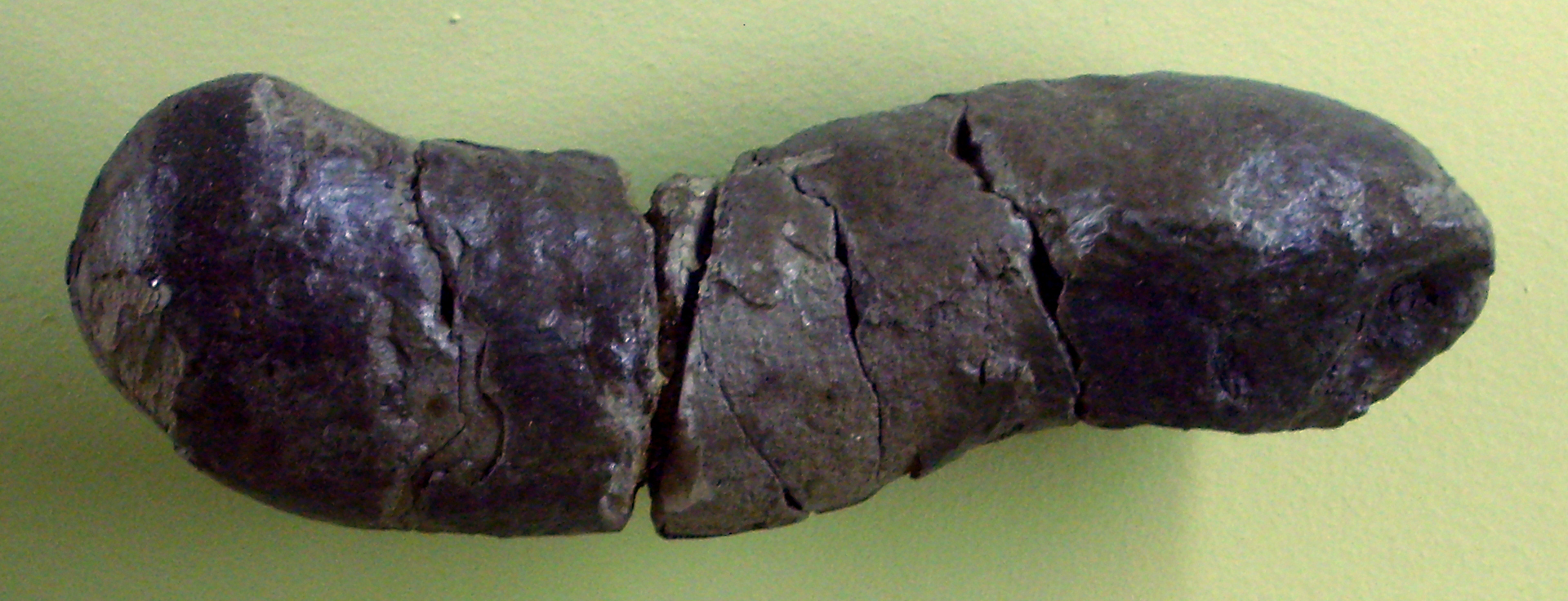